# Бромо
Бромо (індонез. Gunung Bromo) — активний стратовулкан, частина масиву Тенггер, в Східній Яві , Індонезія. Точка 2329 м, не є найвищою вершиною масиву, але є найвідомішою. Масив є найвідвідувальнішою туристичною пам'ятокою в Східній Яві, Індонезія . Вулкан відноситься до національного парку Бромо Тенггер Семеру.
Гора Бромо знаходиться серед великої рівнини — Піщаного моря (індонез. Lautan Pasir), що є заповідником з 1919. Типовий маршрут відвідати гору Бромо прямує від довколишнього села Кеморо Лаванг (Cemoro Lawang).
Останнє виверження відбулося у листопаді 2010.

## Інтернет-ресурси
Бромо у Вікімандрах
- Photos of the 2010/11 eruption of Bromo
- Villagers use sarongs to catch offerings thrown by Hindu worshipers into the crater of Mount Bromo from The Daily Telegraph
- Aiuppa, A; Bani, P; Moussallam, Y; Di Napoli, R; Allard, P; Gunawan, H; Hendrasto, M; Tamburello, G (2015), First determination of magma-derived gas emissions from Bromo volcano, eastern Java (Indonesia) (PDF), Journal of Volcanology and Geothermal Research, 304: 206—213, Bibcode:2015JVGR..304..206A, doi:10.1016/j.jvolgeores.2015.09.008, hdl:10447/172898
- Picture Gallery from 2019 with Mount Bromo
- Bromo Ijen Crater Tour

| Індонезія | Це незавершена стаття з географії Індонезії. Ви можете допомогти проєкту, виправивши або дописавши її. |